# Csavargók könyve
A Csavargók könyve a  magyar Hobo Blues Band blueszenekar hetedik nagylemeze.

## Számok
1. A Csavargók könyve (Fuchs László – Hobo) – 2:41
2. Vándorvers (Fuchs László – Hobo) – 3:39
3. Apák rock and rollja[1] (Póka Egon – Hobo) – 4:23
4. Tüzes angyal (Tóth János Rudolf – Hobo) – 3:30
5. Mondd, testvér, mi a jó úton megyünk? (Fuchs László – Hobo) – 1:01
6. Halj meg és nagy leszel (Tóth János Rudolf – Hobo) – 5:08
7. Fiúk rock and rollja (Tóth János Rudolf – Hobo) – 5:02
8. Nincs hova futni (Tóth János Rudolf – Hobo) – 1:24
9. Rohadt rock and roll (Póka Egon – Hobo) – 3:45
10. Másik Magyarország (Póka Egon – Hobo) – 5:06
11. Szép idők II. (Póka Egon – Hobo) – 3:44
12. Üzenet az útról (Fuchs László – Hobo) – 1:17

(Az "Apák rock and rolljában" elhangzó zenei idézetek sorrendben:

- Gimme some lovin – The Spencer Davis Group

- I'm a man – Traffic

- Pinball Wizard – The Who

- The sunshine of your love – Cream

- How many more times – Led Zeppelin)

## Közreműködők
Hobo Blues Band:
- Döme Dezső – ütőhangszerek
- Fuchs László – billentyűs hangszerek
- Földes László – ének
- Póka Egon – basszusgitár
- Tóth János Rudolf – gitár

Közreműködik:
- Dés László – szaxofon

- Zenei Rendező – Póka Egon
- Hangmérnök – Póka Egon és Ottó Tivadar
- Fotó – Díner Tamás
- Grafika – Szurcsik József